# Česká Třebová
Česká Třebová là một thị trấn thuộc huyện Ústí nad Orlicí, vùng Pardubický, Cộng hòa Séc.